# جبل التواتي
محمية جبل التواتي الطبيعية هي محمية تونسية تابعة ترابيا لمعتمدية نصر الله التي تم احداثها سنة 1993 تمتد على مساحة 960 هكتارا بما في ذلك بحيرة سد سيدي سعد (500 هك).
تعتبر المحمية ملاذا آمنا للعديد من الثدييات البرية مثل ابن آوى والثعلب والخنزير الوحشي إضافة إلى العديد من الطيور كالحجل والحمام والجوارح كالنسر الملكي مرورا بالزواحف كالسلحفاة والحرباء والورل والعديد من أنواع الافاعي. إضافة إلى كونها محطة شتوية للطيور المهاجرة كالإوز الرمادي والبجع.
الهدف الاساسي من بعث هذه المحمية فهو إعادة حيوانات الايل والغزال إلى مكانهما الطبيعي بعد ان انقرضا منه بفعل الصيد. وان تطورت اعداد الاروية المغاربية التي تم جلبها إلى المحمية سنة 2005 والتي سرعان ما تاقلمت مع مناخ المنطقة ووسط الامان الذي وفره ويوفره حراس المحمية ارتفعت اعدادها وتكاثرت بصفة طبيعية لتتراوح حاليا بين 90 و100 راسا بعد ان كانت لا تتعدى 8 اناث و2 ذكور سنة 2005 فأن اعداد الغزلان لم تسجل نفس النجاح ولم تتكاثر بالعدد الذي كان ينتظره المشرفون على هذه المحمية حيث لا تتعدى اعداد هذاالحيوان حاليا 16 راسا بين اناث وذكور بعد ان كانت سنة 2005 متكونة من 8 غزلان. ولعل هذا النوع من الغزلان (غزال دركاس) لم يتاقلم بالشكل الكافي مع مناخ هذه المنطقة حسب محافظ هذه المحمية لزهر الميغري الذي اقترح جلب الغزال الجبلي الذ ي كان يعيش في المنطقة في العشرينات من القرن الماضي مكان هذا النوع من الغزلان.

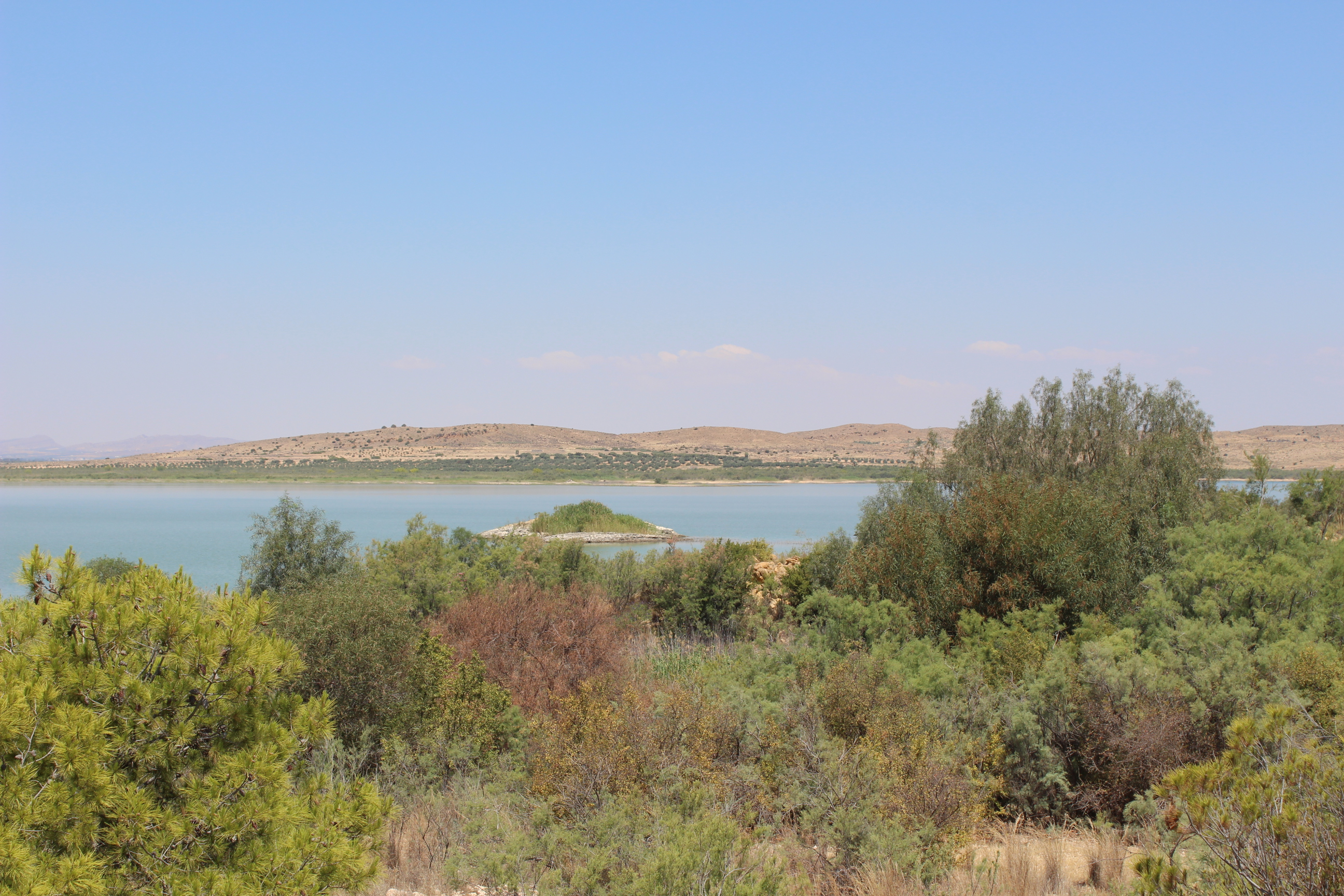
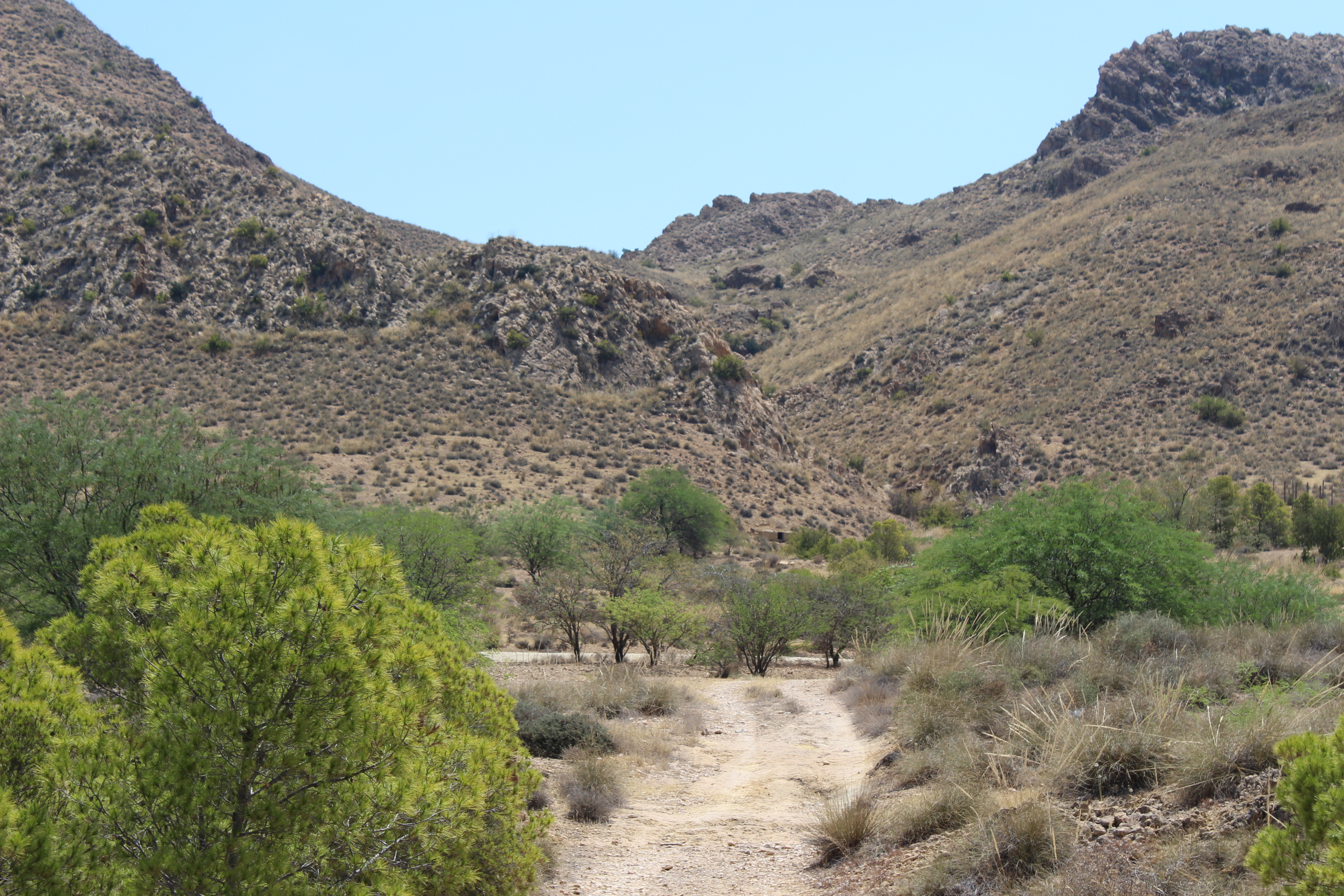
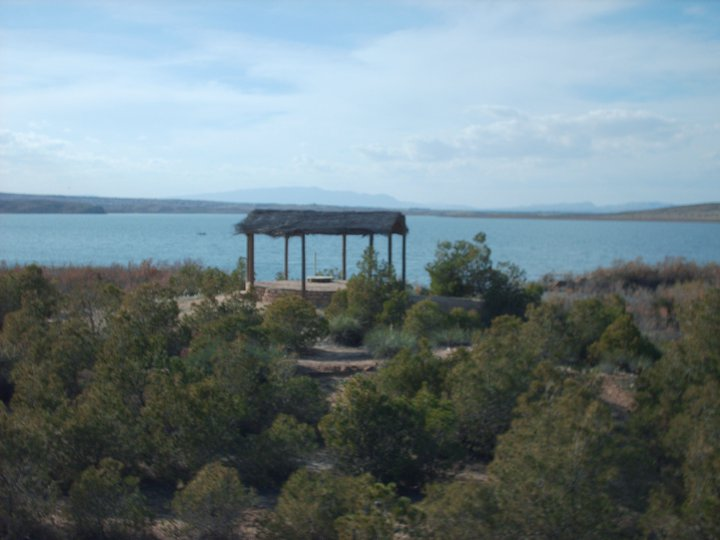
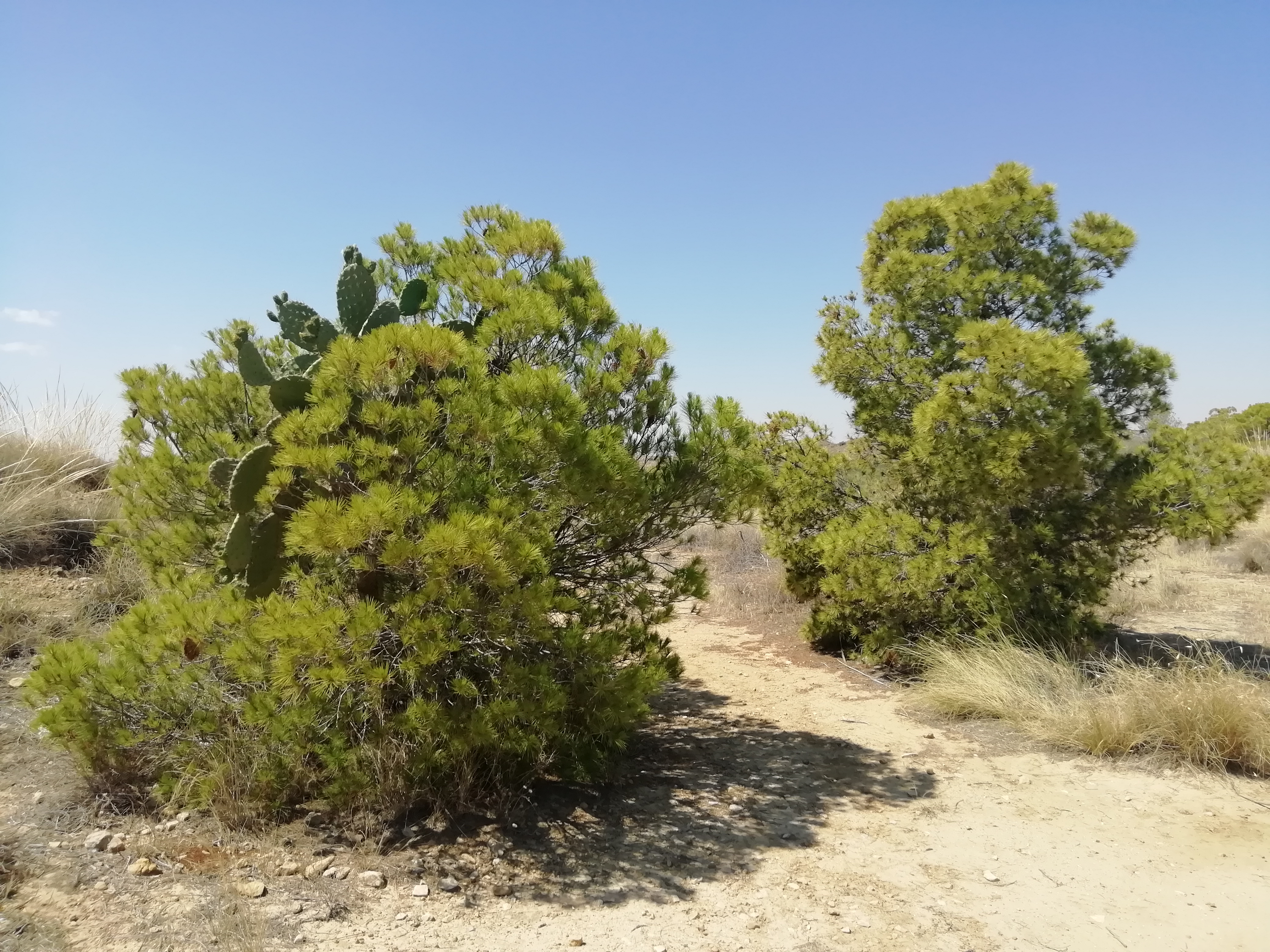
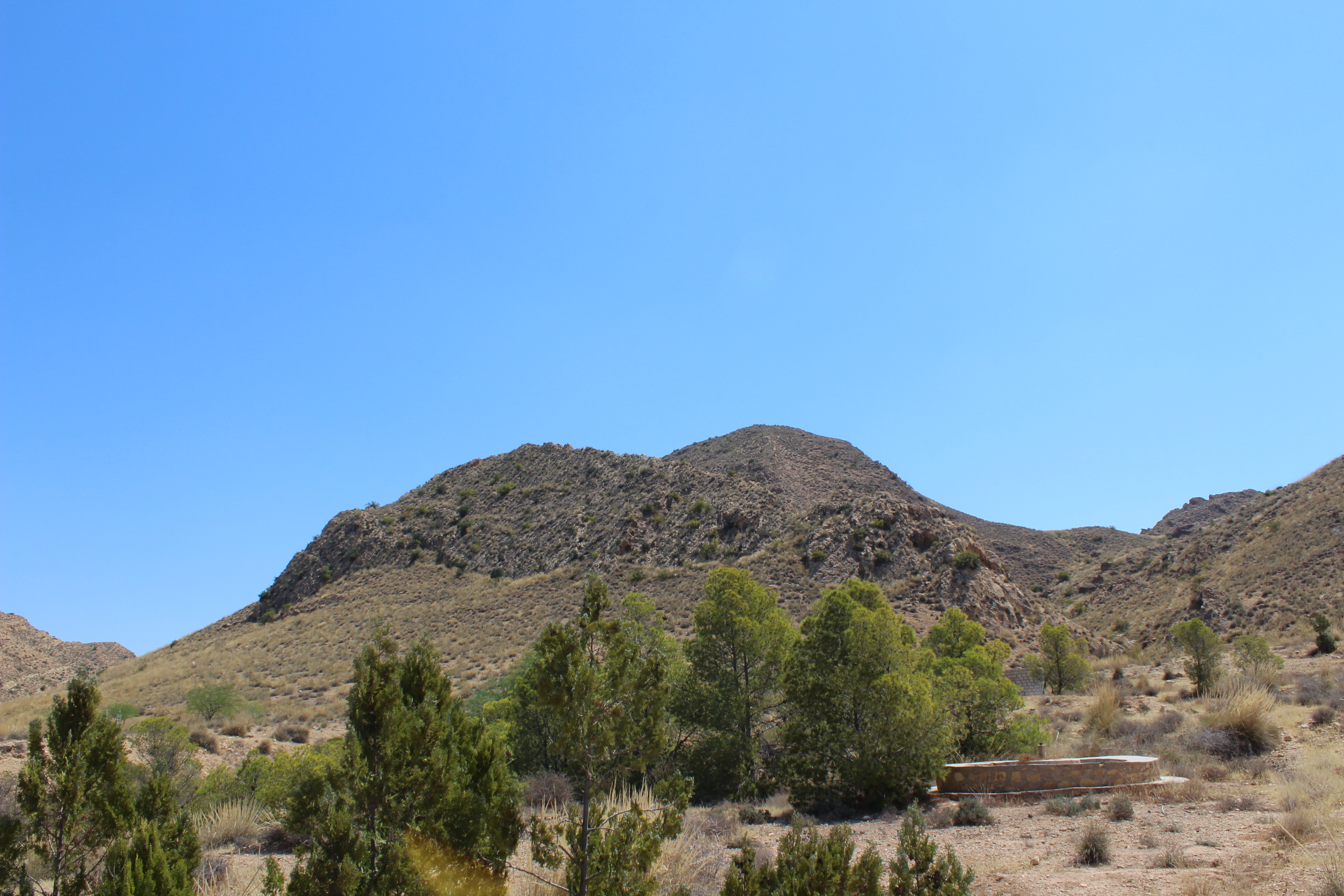
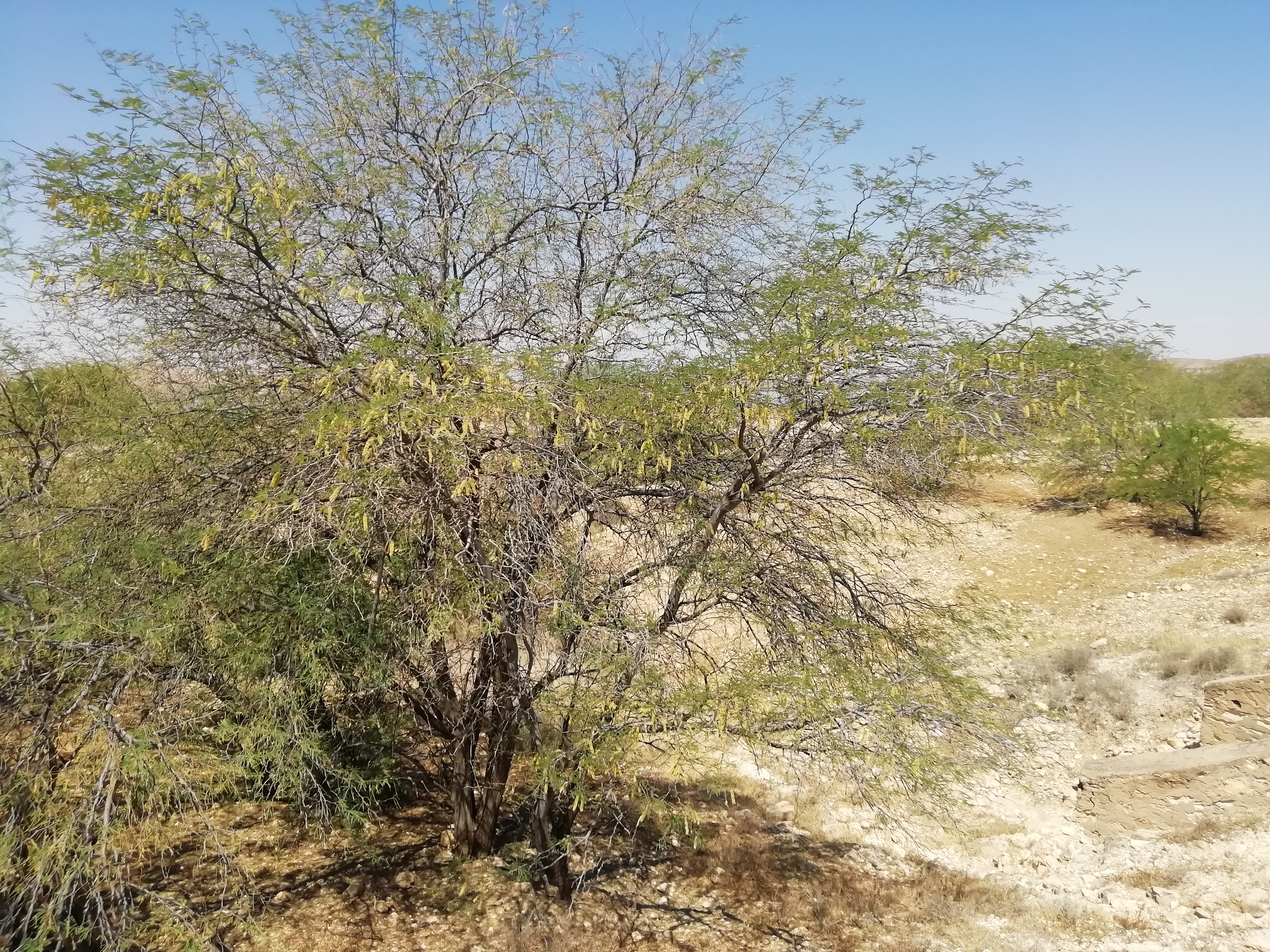